# Yttertjärnen (Arnäs socken, Ångermanland)
Yttertjärnen är en sjö i Örnsköldsviks kommun i Ångermanland och ingår i Idbyåns huvudavrinningsområde. Sjön har en area på 0,101 kvadratkilometer och ligger 113 meter över havet.

## Delavrinningsområde
Yttertjärnen ingår i det delavrinningsområde (703196-165130) som SMHI kallar för Ovan Täftån. Medelhöjden är 112 meter över havet och ytan är 14,31 kvadratkilometer. Räknas de 22 avrinningsområdena uppströms in blir den ackumulerade arean 132,09 kvadratkilometer. Avrinningsområdets utflöde Idbyån (Landsjöån) mynnar i havet. Avrinningsområdet består mestadels av skog (86 procent). Avrinningsområdet har 0,1 kvadratkilometer vattenytor vilket ger det en sjöprocent på 0,7 procent.